# Ida Craddock
Ida C. Craddock (1 de agosto de 1857—16 de outubro de 1902) foi uma reformadora sexual, mística, secularista, conselheira de casamento e defensora americana da liberdade de expressão e dos direitos das mulheres na século XIX. Ela escreveu extensivamente sobre sexualidade, levando à sua condenação e prisão por obscenidade. Enfrentando mais processos legais após sua libertação, ela cometeu suicídio.

## Vida pregressa
Ida Craddock nasceu na Filadélfia ; seu pai morreu antes que ela tivesse cinco meses de idade. Sua mãe a educou em casa como filha única e forneceu-lhe uma extensa educação quaker.
Aos vinte anos, depois de passar nos exames de admissão, Craddock foi recomendada pelo corpo docente para admissão na Universidade da Pensilvânia como sua primeira aluna de graduação. No entanto, sua entrada foi bloqueada pelo conselho de administração da universidade em 1882. Ela passou a publicar um livro de estenografia, Primary Phonography, e a ensinar o assunto para mulheres no Girard College.
Na casa dos trinta, Craddock deixou sua educação quaker. Ela desenvolveu um interesse acadêmico pelo oculto através de sua associação com a Sociedade Teosófica por volta de 1887. Através de sua escrita, ela tentou sintetizar a literatura mística traduzida e tradições de muitas culturas em um todo erudito e destilado. Como uma livre-pensadora, ela foi eleita Secretária do capítulo da Filadélfia da União Secular Americana em 1889. Embora membro da fé unitária, Craddock tornou-se uma estudante de erotismo religioso, então se proclamou sacerdotisa e pastora da Igreja do Ioga (Church of Yoga). Nunca se casou no sentido tradicional, Craddock afirmou ter um relacionamento conjugal feliz e contínuo com um anjo chamado Soph. Craddock afirmou que sua relação com Soph era tão barulhenta que atraíram reclamações de seus vizinhos. Sua mãe respondeu ameaçando queimar os papéis de Craddock e, sem sucesso, tentou interna-la.
Craddock mudou-se para Chicago e abriu um escritório na Dearborn Street oferecendo aconselhamento sexual "místico" para casais, tanto por meio de aconselhamento presencial quanto por correspondência. Ela dedicou seu tempo a "prevenir males e sofrimentos sexuais" educando adultos, alcançando notoriedade nacional com seus editoriais em defesa de Little Egypt e seu controverso ato de dança do ventre na Exposição Mundial Colombiana realizada em Chicago em 1893.

## Escritos
Craddock escreveu muitos folhetos instrutivos sérios sobre sexualidade humana e relações sexuais apropriadas e respeitosas entre marido e mulher. Entre suas obras estavam Heavenly Bridegrooms (1894), Psychic Wedlock (1895), Spiritual Joys (1900), Letter To A Prospective Bride (1897), The Wedding Night (1900) e Right Marital Living (1890).
Esses manuais de sexo eram todos considerados obscenos pelos padrões de sua época. Sua distribuição levou a numerosos confrontos com várias autoridades, muitas vezes iniciados por Craddock. Ela foi detida por vários meses por acusações de moralidade em cinco prisões locais, bem como no Hospital para Insanos da Pensilvânia.
Seus dois primeiros livros completos, Lunar & Sex Worship e Sex Worship, foram sobre religião comparada.
Seus escritos sobre temas sobrenaturais também continuaram ao longo de sua vida. Um de seus últimos livros sobre este assunto foi Heaven of the Bible, publicado em 1897.
Craddock desenvolveu um interesse pelo oculto através de sua associação com a Sociedade Teosófica por volta de 1887. Ela tentou em seus escritos sintetizar literatura e tradições místicas traduzidas de muitas culturas em um todo erudito e destilado. Craddock tornou-se estudante de erotismo religioso e declarou-se Sacerdotisa e Pastora da Igreja do Ioga. Nunca se casou, Craddock acabou afirmando ter um relacionamento conjugal feliz e contínuo com um anjo chamado Soph. Craddock chegou a afirmar que sua relação com Soph era tão barulhenta que atraiu reclamações de seus vizinhos. Sua mãe respondeu ameaçando queimar os papéis de Craddock e tentou, sem sucesso, interná-la.
Em Chicago, Craddock abriu um escritório que oferecia aconselhamento sexual "místico" para casais, tanto por meio de aconselhamento presencial quanto por correspondência. Dedicou-se a "prevenir males e sofrimentos sexuais" educando os adultos.
Em 1894, Craddock escreveu Heavenly Bridegrooms ("Noivos Celestiais"), no qual ela descreveu seu relacionamento sexual com um ser espiritual. Em 1899, ela escreveu Psychic Wedlock ("Casamento Psíquico"), que forneceu mais detalhes sobre sua visão de mundo espiritual e treinamento recomendado.
Os escritos geraram escândalo, e ela foi perseguida e resultou em sua condenação pelos Atos de Comstock contra obscenidade. Em carta à sua mãe, que ela enviou no mesmo dia antes de culminar em seu suicídio, Ida afirmou sobre suas obras: "Meus livros já foram lançados, aprovados por médicos e outros cidadãos respeitáveis, mas o mundo ainda não está preparado para todos os belos ensinamentos que tenho para lhe dar. No entanto, outras pessoas irão retomar o meu trabalho, algum dia—irão continuar de onde eu o deixei, e irão começar de onde parei e fazer um trabalho melhor do que eles poderiam ter feito se não fosse por mim."

### Sistemas de pensamento
Ida tinha grande conhecimento de temas do oculto. Para explicar a comunicação entre os dois mundos, ela utiliza de teorias espiritualistas e dos movimentos do Terceiro Grande Avivamento em voga na sua época, citando relatos de misticismo, estudos mediúnicos de Carl du Prel, do Movimento do Novo Pensamento, da Ciência Cristã, da Igreja da Ciência Divina, da Comunidade Oneida, da Society for Psychical Research, do hipnotismo e dos teosofistas blavatskianos. Não adere à Sociedade Teosófica, pois a considera hierárquica, e se atém ao unitarismo liberal. Ela também era assistente de pesquisa de W. T. Stead, editor da revista metafísica Borderland. Assim, chama o mundo espiritual de "Borderland" (que pode ser traduzido como "Terra do Limiar" ou "Fronteira"), e conjectura sobre as interferências da mentalidade pessoal no processo de percepção mediúnica de um cônjuge espiritual, como em fenômenos de interferência por preconceitos ou alucinações do subconsciente.
"Dentro dos recintos protegidos da mais conservadora de todas as igrejas cristãs, a Católica Romana—freiras realmente boas e piedosas caíram sob a influência do que a Igreja chama de "Congressus cum daemonis". E entre os praticantes não religiosos do ocultismo moderno, muitas vezes encontramos uma tendência, por um lado, não apenas à liberdade justificável, mas também à frouxidão injustificável da vida; ou, por outro lado, a um ascetismo rígido e supressão antinatural do instinto sexual como impuro. Todas essas coisas apontam para a necessidade de algum ensino sobre os princípios fundamentais da moralidade sexual na Fronteira—ainda mais, pois os noivos espirituais e as noivas espirituais são muito mais frequentes do que geralmente se supõe. Entre a bruxa que teve compromissos diabólicos como amante do diabo e a psíquica que foi treinada para um casamento autocontrolado e reverente com um anjo, deve-se admitir que há um grande trecho de estrada. No entanto, ambos estão na mesma estrada, e o declive é muito escorregadio"
"Só quando as pessoas se livraram da teoria ptolomaica de que a Terra era um objeto fixo permanente e imóvel nos céus é que elas aprenderam que os desconcertantes ciclos e epiciclos do sol e das estrelas fixas eram causados pelos movimentos de seu próprio planeta através do espaço; e até que nos livremos do que posso chamar de teoria ptolomaica do ocultismo, de que o psíquico é o único fator permanente e imóvel nos fenômenos aparentemente cambiantes sobre ele, chegaremos às verdadeiras leis científicas do ocultismo que nossas próprias vibrações—ou nossos próprios altos e baixos morais e intelectuais—são quase inteiramente responsáveis pela errática das comunicações da Fronteira."
Nessa década, Craddock também incluiu como parte de seus ensinamentos o dianismo (dianism), que foi o nome dado pelo americano Henry M. Parkhurst a uma prática sexual espiritual que ele fundou, que consistia em "satisfação sexual do contato sexual", mas sem ejaculação.
Craddock escreve que: "Há uma crença entre alguns ocultistas de que um desejo sincero respirado naquele momento, quando marido e mulher são um, não deixará de ser concedido. Isso abre, diz-se, a porta para aqueles que praticam o que é chamado de 'magia negra' e permite que eles causem danos a outros seres humanos." Craddock continua: "Que fundamento existe para essa crença aplicada aos magos, eu não vejo. Se realmente um desejo é concedido mais prontamente do que quando o buscador está em qualquer outro humor, é provavelmente porque o ocultista que atinge o segundo grau tem que exercer um autocontrole tão supremo naquele momento que ele é o mestre completo do sua subconsciência".
De qualquer modo, afirma que o essencial de seu ensino e prática ela recebeu de seu anjo esposo, Soph: "Adquiri meu conhecimento por meio de um marido espiritual."

Seus pensamentos faziam grande ruptura com o puritanismo cristão americano da época, em que vigorava o pudor e silenciamento em torno dos atos da sexualidade, resultando em falta de educação sexual, ao que ela atribuía muitos males, como insatisfação da parceira no prazer, gravidez indesejada, abuso de poder e falta de autocontrole por parte dos homens, e desvalorização do corpo. Em contraste, afirma que culturas orientais ou pagãs antigas consideravam os atos sexuais sagrados, espiritualizando o sexo, como por sistemas do Tantra no hinduísmo e budismo.
"Oh, tempo de coroação dos arrebatamentos dos amantes velados em esplendor místico, santificado pela bênção sacerdotal e pela bênção de todos os que amam os amantes! Como cantaremos teu louvor? Das tuas alegrias nem os poetas se atrevem a cantar, a não ser em palavras que sugerem, mas não revelam. No teu limiar, o mais ousado dos romancistas realistas faz uma pausa e, com adeus aos amantes que estão entrando em teus portais, deixa cair a cortina do silêncio entre eles e o mundo exterior para sempre."
Ela afirma que a prática sexual é sagrada e divina em seu objetivo, um exercício devocional a ser realizado no matrimônio, e que o desenvolvimento da mentalidade e treinamento do autocontrole resulta em experiências cada vez maiores de satisfação plena:
"Aquele amor que mutuamente fortalece e mutuamente eleva como nenhum outro amor em todo o mundo pode fortalecer e elevar. Considero que é a principal razão de sua existência—a propagação da espécie sendo necessariamente incidental, portanto, secundária."
"E para sempre através dessas estranhas experiências místicas, lembre-se, o desejo sexual corporal e a bem-aventurança sexual corporal sobem e descem como as ondas do oceano."
"Viva uma vida moral correta, de acordo com nosso próprio padrão mais elevado (um padrão, a propósito, que nunca deve ser fixado, mas sempre avançando para uma excelência ainda maior), e se esforce para pensar com clareza e formar concepções precisas de ideias, para expressar concepções com exatidão e seguir a Verdade, onde quer que ela o leve, e quaisquer que sejam suas convicções anteriores sobre qualquer assunto. Especialmente, deve-se ter pensamentos tão elevados e limpos sobre sexo que possa pensar sobre isso, ler sobre isso e falar sobre todos os detalhes sem agitação, sem grosseria de pensamento e com um estado de espírito tão impessoal como se estivesse discutindo a circulação do sangue. E deve-se aprender a reconhecer o valor educacional da atração sexual na evolução da humanidade da selvageria para a civilização. Acima de tudo, aprenda que o sexo é sagrado diante de Deus e dos anjos."
Em seu raciocínio, o prazer sexual como parte da Natureza é também parte de Deus, como o "Grande Pensador" de quem emana o desejo e a quem retorna a satisfação sexual como uma oferenda:
"de onde você recebeu seus próprios desejos sexuais? Você supõe, por um momento, que existe algum atributo de seu ser que não seja uma inerência da Causa Primeira? Existe, de fato, alguma coisa em todo o universo, mesmo sua própria capacidade de gostar individual e pessoal por um determinado homem ou mulher, que possa ser concebida como não inerente à Causa Primeira? Portanto, a Causa Primeira, a Força Suprema, por mais impessoal que seja, deve ser inerentemente capaz de sentimento sexual e de atração pessoal individual por qualquer criatura."
"A Força Suprema do universo deve, necessariamente, ser tanto masculina quanto feminina em suas inerências. Como essência masculina, deve ser pensada como entrando pelo órgão do homem durante o abraço sexual, dando prazer e recebendo prazer da esposa. Como essência feminina, deve ser pensada como residindo dentro do corpo da esposa (o templo do Espírito Santo) na vagina e no útero, cavalgando o órgão do homem, dando prazer e recebendo dele prazer. Assim, a experiência é compartilhada com Deus de todas as maneiras possíveis, e é santificada e glorificada."
Ela também foi a primeira pessoa ocidental a escrever sobre vrajolimudrá, uma controversa prática sexual de ioga que não é frequentemente descrita em relatos modernos, e muito menos praticada. Craddock ficou impressionada com o relato Shiva Samhita sobre o vajrolimudrá, com "a ideia de que a união sexual poderia facilitar a realização divina". Ela pegou o conceito do tantrismo hindu de que o corpo masculino era capaz de transformar os fluidos sexuais sugados em um imortal "corpo de diamante", e o reformulou em um sistema envolvendo ejaculação retardada para aumentar o prazer sexual no casamento. Além disso, ela afirmou que Deus era o terceiro parceiro em tal casamento, "no que equivalia a um sagrado ménage-a-trois". A estudiosa de ioga Andrea Jain observa que a "sacralização da relação sexual" de Craddock está longe de ser radical pelos padrões modernos, mas era "heterodoxia antissocial" nos anos 1900, levando de fato ao seu "martírio".

#### Três planos
Craddock cita a líder do Novo Pensamento Alma Gillen, uma professora de Londres de "Cura Divina" (também chamada de "Ciência Divina"), que divide o universo em três 'fatores':
1. O Pensador (o que pensa);
2. A mentalidade, "onde os pensamentos são moldados"; e
3. "o corpo, a vida material, onde o espírito encontra expressão como forma externa."[11][1] Craddock explica que "é incorreto dizer 'eu *tenho* espírito.' Devemos dizer 'eu *sou* um espírito'".[11]

Craddock argumenta que "todo ato... consiste em três estágios". que ela ilustra afirmando: "Suponhamos um homem:
1. conceba a ideia de empurrar uma bola para fora de seu caminho;
2. ele determina como a bola deve ser empurrada para o lado, com a mão ou o pé, suavemente ou com força, etc.;
3. ao comando de sua mentalidade, seu corpo realiza o ato de mover a bola."
"Nossa mentalidade deve ser mantida clara e desanuviada, se o que podemos chamar de "o pensador" dentro de nós deverá ter suas ordens corretamente transmitidas ao nosso corpo. Podemos ver a mentalidade que intervém entre o pensador interior e o corpo exterior como uma atmosfera através da qual os raios de luz fluem do eu interior para o corpo exterior. Quando a atmosfera é clara e incolor, os raios chegam ao destino inalterados. Quando é colorida pelo preconceito ou obscurecida pela ignorância ou aversão a qualquer coisa ou a alguém, eles também se tornam coloridos, ou são distorcidos, refratados ou quase inteiramente engolidos pela névoa, de modo que os poucos vislumbres que atingem nosso intelecto (aquele lado de mentalidade que se funde com o corpo) só pode enganar. Se nossas concepções internas fossem transmitidas ao nosso intelecto através de uma atmosfera de mentalidade absolutamente sem nuvens, sem preconceitos e amorosa, nossas vidas externas seriam divinas, pois o pensador dentro de cada um de nós é divino e, na verdade, deseja realizar apenas o ideal mais elevado."

#### Três graus de treinamento
Craddock refere-se ao primeiro grau, conhecido como "Alfa-ismo" (Alpha-ism) a partir do sistema de Parkhurst, que ela define como "Nenhuma união sexual, exceto para o propósito distinto de gerar um filho". Craddock enfatizou a importância do alfa-ismo durante a gravidez, alegando que "pesquisadores modernos mostraram a impressionabilidade do embrião durante a gestação" e que "Napoleão, o Grande, deve seu notável gênio militar ao fato de que, antes de seu nascimento, sua mãe acompanhou o marido numa campanha militar."
Depois de dominar o alfa-ismo, Craddock's sugere que os leitores consultem o panfleto "Diana" de Parkhurst como uma introdução ao segundo grau, que é "o mais difícil dos três graus de adquirir, fisiologicamente falando, na medida em que exige autocontrole supremo em um nível crucial. momento." Mas Craddock promete que "à medida que o poder de autocontrole é desenvolvido, torna-se cada vez mais possível para um homem fazer aqui exatamente o que ele quer. E nenhum homem que uma vez tenha adquirido esse poder jamais se preocupará em retornar ao velho hábito de abandono à paixão; pois ele verá que ele era então um escravo, enquanto agora ele é um rei".

De acordo com Craddock o "Terceiro e Mais Alto Grau", envolve "Comunhão com a Divindade como o terceiro parceiro na união conjugal".
"O segundo do Terceiro Grau é iniciado quando percebemos que talvez seja possível para nós individualmente, afinal, dar ao Grande Pensador um prazer que ninguém mais pode, e quando por pura benevolência e boa vontade, e sem nenhum desejo egoísta de assegurar nosso próprio prazer, oferecemos ao Grande Pensador uma participação em nosso deleite, pedindo-lhe que se torne o terceiro parceiro na união conjugal. Pantheos, Deus Pessoal ou Impessoal, Força Incognoscível, por mais que seja esse Grande Pensador, no entanto, se essa oferenda for feita com sinceridade e reverência, surgirá sobre os dois que são uma só carne um senso de percepção da relação pessoal entre eles e o coração de o universo, que não pode ser obtido de nenhuma outra maneira. Por enquanto, eles saberão o que é "amar a Deus" e ser amados por Ele, e serão um com todo o universo, em um arrebatamento indescritível. E porque nesse momento o caminho está claro e sem nuvens entre suas vidas corpóreas e o Grande Pensador, os iniciados do Terceiro Grau realizarão em toda a sua plenitude o genuíno casamento psíquico—isto é, união sexual em todos os três planos de corpo, mentalidade e espírito, na exata equação que constitui a união ideal de marido e mulher."

#### Excerto deSpiritual Joys
"é como se o Grande Poder de Tudo o que Há fosse segurado por uma mão firme e terna, retido em formas secretas, e onde, para algumas organizações, fragmentos de melodias comoventes sobem e caem sobre o ouvido interno, e onde, para algumas outras organizações, ondas rítmicas de medida poética podem pulsar para lá e para cá até que, em áreas cada vez mais amplas, fragmentos destas, também, varrem através da consciência subliminar até o próprio limiar da própria consciência intelectual, e parte de um poema é assim projetada do Coração Infinito do Universo para o coração do indivíduo. E, novamente, pode ser como se tivéssemos o privilégio de ver o Caos no início do período formativo do mundo. Estranhas misturas de cores surgem de um lado para outro, sem ordem ou lugar; ou vibrações de som sem propósito são ouvidas; ou formas vagas esvoaçam em torno de uma, ora separadas, ora se misturando como nuvens de tempestade. Então, de repente, à medida que o indivíduo exerce seu autocontrole espiritual, essas formas, cores e sons indistintos e sem propósito começam a se cristalizar no que é definido; e o místico treinado tem um vislumbre de uma maneira que não pode ser expressa em palavras, de como o Centro Proposital de Toda Força-Pensamento no universo originalmente produziu um Cosmos a partir do Caos. Ou, ainda, a irrupção da paixão sexual nesta parceria trina aparece aos sentidos internos como as corredeiras do Niágara, nas quais nenhum neófito destreinado pode ousar entrar, pois será arrastado para a destruição. Mas o marido e a mulher que conheceram a bem-aventurança do orgasmo controlado e a excitação sustentada em parceria com o altíssimo, tremem à beira dessas corredeiras místicas apenas por um momento, e então entram, para se encontrar, por assim dizer, no próprio Coração daquelas forças que primeiro enviaram a massa nebulosa e informe de nosso universo solar rodopiando no espaço. Eles estão no Caos, mas um Caos que está evoluindo para um Cosmos. Eles lutam nas corredeiras espumantes da paixão sexual criativa, eles e Deus todos juntos; a impetuosa corrente parece momentaneamente prestes a varrê-los de seus pés, e eles enfrentam as ondas em uma agonia deliciosa e emocionante; no entanto, o tempo todo eles sabem que estão tão firmemente centrados em Deus que oscilam para lá e para cá no turbilhão da paixão sexual, por mais que possam ser varridos para a destruição, esta não acontecerá. De repente, quando uma onda de paixão especialmente alta e impetuosa é recebida e superada com a emoção mais intensamente voluptuosa já experimentada nesta parceria trina, eles sentem chão firme sob seus pés; eles se abraçam para uma corrida final pelas corredeiras menores e emergem na terra mais distante, triunfantes, serenos, mutuamente elevados; sobem com nervos firmes e tranquilos as alturas do afeto e da espiritualidade; e naquele planalto eles caminham na luz de amor do Divino, alma e corpo mesclados em uma união conjugal cuja felicidade jamais pode ser expressa em palavras."

## Repercussões

### Na Thelema
Em 1915, o autor americano Theodore Schroeder publicou Heavenly Bridegrooms de Ida Craddock, juntamente com uma breve introdução, nas páginas do jornal The Alienist and Neurologist. Schroeder era um associado do ocultista Aleister Crowley, e apresentou o trabalho de Craddock a Crowley. Em 1919, Crowley revisou Heavenly Bridegrooms nas páginas do jornal The Equinox, afirmando que era:
"...um dos documentos humanos mais notáveis já produzidos, e certamente deve encontrar uma editora regular em forma de livro. A autora do MS. afirma que ela era a esposa de um anjo. Ela expõe ao máximo a filosofia ligada a esta tese. Seu aprendizado é enorme.

...Este livro é de valor incalculável para todo estudante de assuntos ocultos. Nenhuma biblioteca de Magicka está completa sem ele."
Em 1981, Marcelo Ramos Motta, aluno de Karl Germer que se tornou líder da OTO no Brasil, republicou Heavenly Bridegrooms e Psychic Wedlock.

## Acusações
A distribuição em massa de Right Marital Living através do U.S. Mail após sua publicação como um artigo de destaque na revista médica The Chicago Clinic levou a uma acusação federal de Craddock em 1899. Ela se declarou culpada e recebeu uma sentença suspensa. Em 1902, um julgamento subsequente em Nova York sob a acusação de enviar The Wedding Night pelo correio durante uma operação policial terminou com sua condenação. Craddock se recusou a alegar insanidade para evitar ser encarcerada e foi condenada a três meses de prisão, cumprindo a maior parte de seu tempo no asilo de Blackwell's Island. Após sua libertação, Anthony Comstock imediatamente a prendeu novamente por violações da Lei Comstock. Em 10 de outubro, Craddock foi julgada e condenada, com o juiz declarando que The Wedding Night era tão "obsceno, lúbrico, lascivo, sujo" que os jurados não teriam permissão para vê-lo durante o julgamento.
Aos 45 anos, Craddock viu sua sentença de cinco anos de prisão como prisão perpétua. Em 16 de outubro de 1902, um dia antes de ser enviada para uma penitenciária federal, Craddock suicidou-se depois de cortar os pulsos e inalar gás natural do forno em seu apartamento. Ela escreveu uma carta privada final para sua mãe, bem como uma longa nota de suicídio pública condenando Comstock, que se tornou seu inimigo pessoal. Comstock havia se oposto a Craddock quase uma década antes, durante o caso Little Egypt, e efetivamente atuou como seu promotor durante as duas ações legais contra ela no tribunal federal. Ele havia patrocinado a Lei Comstock, que recebeu seu nome, sob a qual ela foi repetidamente acusada.

## Após a morte

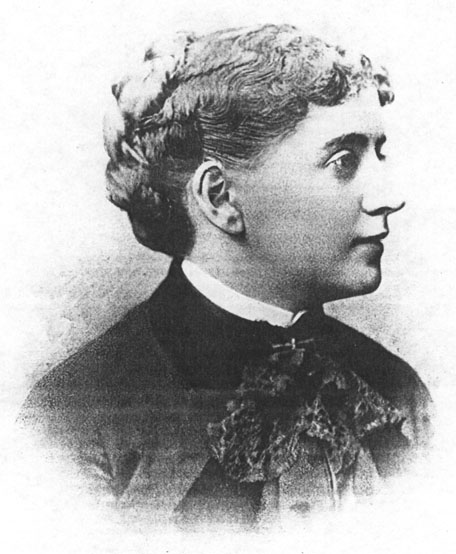
Foto de perfil

Theodore Schroeder, um advogado de liberdade de expressão de Nova York com interesse amador em psicologia, interessou-se pelo caso de Ida Craddock uma década após sua morte. Durante sua pesquisa de sua vida, ele coletou suas cartas, diários, manuscritos e outros materiais impressos. Embora ele nunca tenha conhecido Craddock, ele especulou que ela tinha pelo menos dois amantes humanos, embora Craddock insistisse que ela só teve relações sexuais com Soph, seu marido espiritual.
As técnicas sexuais do Casamento Psíquico de Craddock foram posteriormente reproduzidas em Sex Magick por Louis T. Culling.
Hoje, os manuscritos e notas de Ida Craddock são preservados nas Coleções Especiais da Southern Illinois University Carbondale.
Em 2010, após um século de suas obras ficarem quase completamente esgotadas, a Teitan Press publicou Lunar and Sex Worship de Ida Craddock, editado e com introdução de Vere Chappell. Também em 2010, Vere Chappell escreveu e compilou "Sexual Outlaw, Erotic Mystic: The Essential Ida Craddock". Ele o descreve como "uma antologia de obras de Ida Craddock, incorporada em uma biografia". O livro reimprime "The Danse du Ventre" (1893), "Heavenly Bridegrooms" (1894), "Psychic Wedlock" (1899), "The Wedding Night" (1900), "Letter from Prison" (1902), "Ida's Last Letter to Her Mother" (1902), "Ida's Last Letter to the Public" (1902). Outra biografia de Craddock, "Heaven's Bride", de Leigh Eric Schmidt, também foi publicada em 2010.